# Протоцератопсиды
Протоцератопси́ды (лат. Protoceratopsidae) — семейство рогатых динозавров (цератопсов), живших во времена позднемеловой эпохи на территории современной Азии. Хотя детёныши протоцератопсид могли быть факультативно бипедальными, во взрослом возрасте протоцератопсиды являлись квадропедальными животными, достигавшими 1—2,5 м в длину. Характеризовались умеренно каудо-дорсально развитым воротником, короткой и глубокой мордой, выступающими скуловыми костями и наличием носового рога.
Согласно исследованию Лукаша Чепинского (2019), протоцератопсиды включают три рода: протоцератопс (Protoceratops), багацератопс (Bagaceratops) и бревицератопс (Breviceratops). Ископаемые остатки представителей семейства описаны из отложений верхнего мела Азии: джадохтской и барунгойотской свит в Монголии и формации Баян-Мандаху в Китае. Отложения джадохтской свиты датируются возрастом около 75—71 млн лет, тогда как Баян-Мандаху, предположительно, имеет биостратиграфическую корреляцию с джадохтской свитой; точная датировка отложений барунгойотской свиты затруднена.

## Классификация

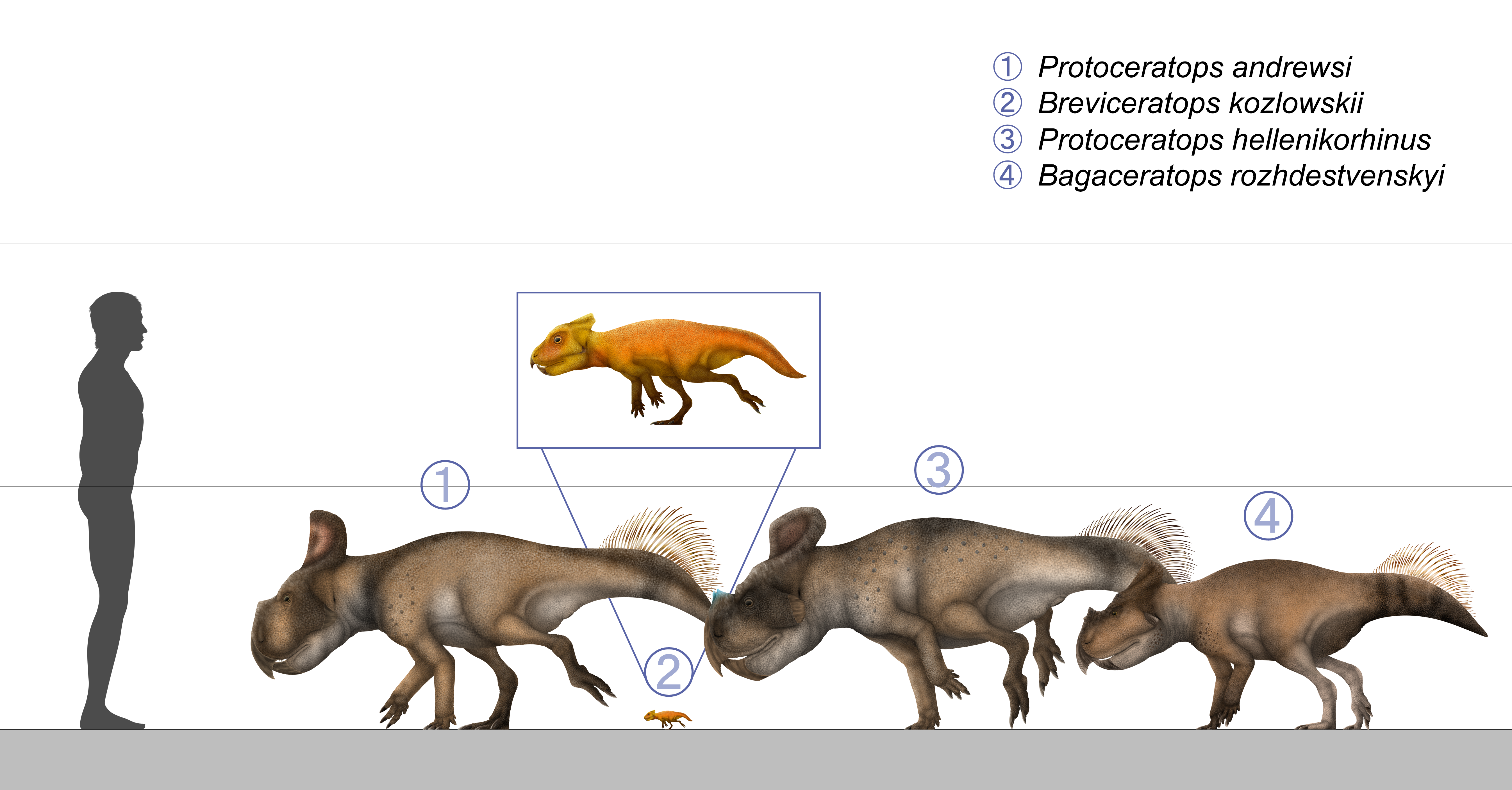
Виды протоцератопсид по сравнению с человеком (размер)

Таксон Protoceratopsidae был описан Уолтером Грейнджером и Уильямом Кингом Грегори в 1923 году как монотипическое семейство, включающее только протоцератопса (Protoceratops, буквально: «первая рогатая морда»). Грейнджер и Грегори признавали тесную связь протоцератопса с другими цератопсами, но сочли его достаточно примитивным, чтобы обосновать выделение самостоятельного семейства и, возможно, подотряда. Позже к протоцератопсидам стали относить всех цератопсов, которые слишком развиты, чтобы считаться пситтакозавридами, но слишком примитивны, чтобы быть признанными цератопсидами.
В 1998 году Пол Серено определил Protoceratopsidae как кладу, включающую всех Coronosauria, более близких к протоцератопсу, чем к трицератопсу (Triceratops). Определение Серено гарантирует, что протоцератопсиды являются монофилетическими, но, вероятно, исключает некоторых динозавров, которых традиционно относили к семейству. В 2001 году Питер Маковицкий обосновал выделение преимущественно североамериканского семейства цератопсов Leptoceratopsidae, включающего таких динозавров как лептоцератопс (Leptoceratops) и монтаноцератопс (Montanoceratops), ранее относимых к протоцератопсидам. Согласно Madzia et al. (2021), определившим клады птицетазовых динозавров в рамках «Филокодекса», название Protoceratopsidae соответствует наибольшей кладе, которая включает Protoceratops andrewsi, но не Ceratops montanus, Leptoceratops gracilis и Triceratops horridus. В этом определении лептоцератопс заведомо не может быть включён в состав протоцератопсид, что делает Protoceratopsidae и Leptoceratopsidae взаимно исключающими кладами.
В 2005 году Серено отнёс к протоцератопсидам три рода: протоцератопс, багацератопс и грацилицератопс (Graciliceratops). К производным признакам, общим для этих динозавров, относятся узкий ремневидный парокципитальный отросток, очень маленький затылочный мыщелок и перевернутый дорсальный край предзубной кости. У протоцератопса и багацератопса (а также у лептоцератопса, не являющегося протоцератопсидом) имеется клиновидный теменной сагиттальный гребень. Филогенетическое положение грацилицератопса среди неоцератопсий остаётся спорным, и в ряде исследований он принимается как «метавид», у которого «недостаточно диагностированы аутапоморфии».
В 2003 году Владимир Алифанов выделил новое семейство цератопсов Bagaceratopidae (багацератопиды) , к которому отнёс багацератопса, бревицератопса, Platyceratops и Lamaceratops; в 2008 году Алифанов включил в семейство роды Magnirostris и Gobiceratops. В 2010 году Атилла Ёши, Ричард Батлер и Дэвид Вейзхемпел скорректировали написание семейства на Bagaceratopsidae (багацератопсиды), отметив сходство Ajkaceratops с представителями семейства. Терещенко и Алифанов (2003) и Терещенко (2007) использовали альтернативное написание Protoceratopidae (протоцератопиды), которое было повторено в справочнике Курочкина и Лопатина (2012). В рамках классификационной схемы Терещенко (2007) семейства Protoceratopidae и Bagaceratopidae составляют надсемейство Protoceratopoidea (протоцератопоиды).
В 2019 году Лукаш Чепиньский проанализировал большинство известных образцов багацератопса и бревицератопса, включая образцы, прежде приписанные другим родам. Чепиньский обнаружил, что диагностические признаки, использованные для выделения родов Gobiceratops, Lamaceratops, Magnirostris и Platyceratops, в основном присутствуют у бесспорных образцов багацератопса, что свидетельствует об их синонимичности роду Bagaceratops. Согласно классификации Чепиньского, протоцератопсиды включают только три рода: багацератопс, бревицератопс и протоцератопс. Судя по признакам черепа, таким как наличие или отсутствие предчелюстных зубов и переднечелюстного отверстия, протоцератопс Эндрюса (Protoceratops andrewsi) является наиболее базальным протоцератопсидом, а багацератопс — наиболее производным.
Ниже приведена кладограмма протоцератопсид, соответствующая результатам филогенетического анализа Чепиньского (2019):
|  | Бревицератопс (Breviceratops)                 |
|  |                                               |
|  | \| \| Багацератопс (Bagaceratops) \| \| \| \| |
|  |                                               |
|  | Багацератопс (Bagaceratops)                   |
|  |                                               |

|  | Багацератопс (Bagaceratops) |
|  |                             |

|  | Бревицератопс (Breviceratops)                 |
|  |                                               |
|  | \| \| Багацератопс (Bagaceratops) \| \| \| \| |
|  |                                               |
|  | Багацератопс (Bagaceratops)                   |
|  |                                               |

|  | Багацератопс (Bagaceratops) |
|  |                             |

|  | Бревицератопс (Breviceratops)                 |
|  |                                               |
|  | \| \| Багацератопс (Bagaceratops) \| \| \| \| |
|  |                                               |
|  | Багацератопс (Bagaceratops)                   |
|  |                                               |

|  | Багацератопс (Bagaceratops) |
|  |                             |

|  | Бревицератопс (Breviceratops)                 |
|  |                                               |
|  | \| \| Багацератопс (Bagaceratops) \| \| \| \| |
|  |                                               |
|  | Багацератопс (Bagaceratops)                   |
|  |                                               |

|  | Багацератопс (Bagaceratops) |
|  |                             |

|  | Бревицератопс (Breviceratops)                 |
|  |                                               |
|  | \| \| Багацератопс (Bagaceratops) \| \| \| \| |
|  |                                               |
|  | Багацератопс (Bagaceratops)                   |
|  |                                               |

|  | Багацератопс (Bagaceratops) |
|  |                             |

|  | Бревицератопс (Breviceratops)                 |
|  |                                               |
|  | \| \| Багацератопс (Bagaceratops) \| \| \| \| |
|  |                                               |
|  | Багацератопс (Bagaceratops)                   |
|  |                                               |

|  | Багацератопс (Bagaceratops) |
|  |                             |

|  | Бревицератопс (Breviceratops)                 |
|  |                                               |
|  | \| \| Багацератопс (Bagaceratops) \| \| \| \| |
|  |                                               |
|  | Багацератопс (Bagaceratops)                   |
|  |                                               |

|  | Багацератопс (Bagaceratops) |
|  |                             |

|  | Бревицератопс (Breviceratops)                 |
|  |                                               |
|  | \| \| Багацератопс (Bagaceratops) \| \| \| \| |
|  |                                               |
|  | Багацератопс (Bagaceratops)                   |
|  |                                               |

|  | Багацератопс (Bagaceratops) |
|  |                             |

## Описание

### Локомоция

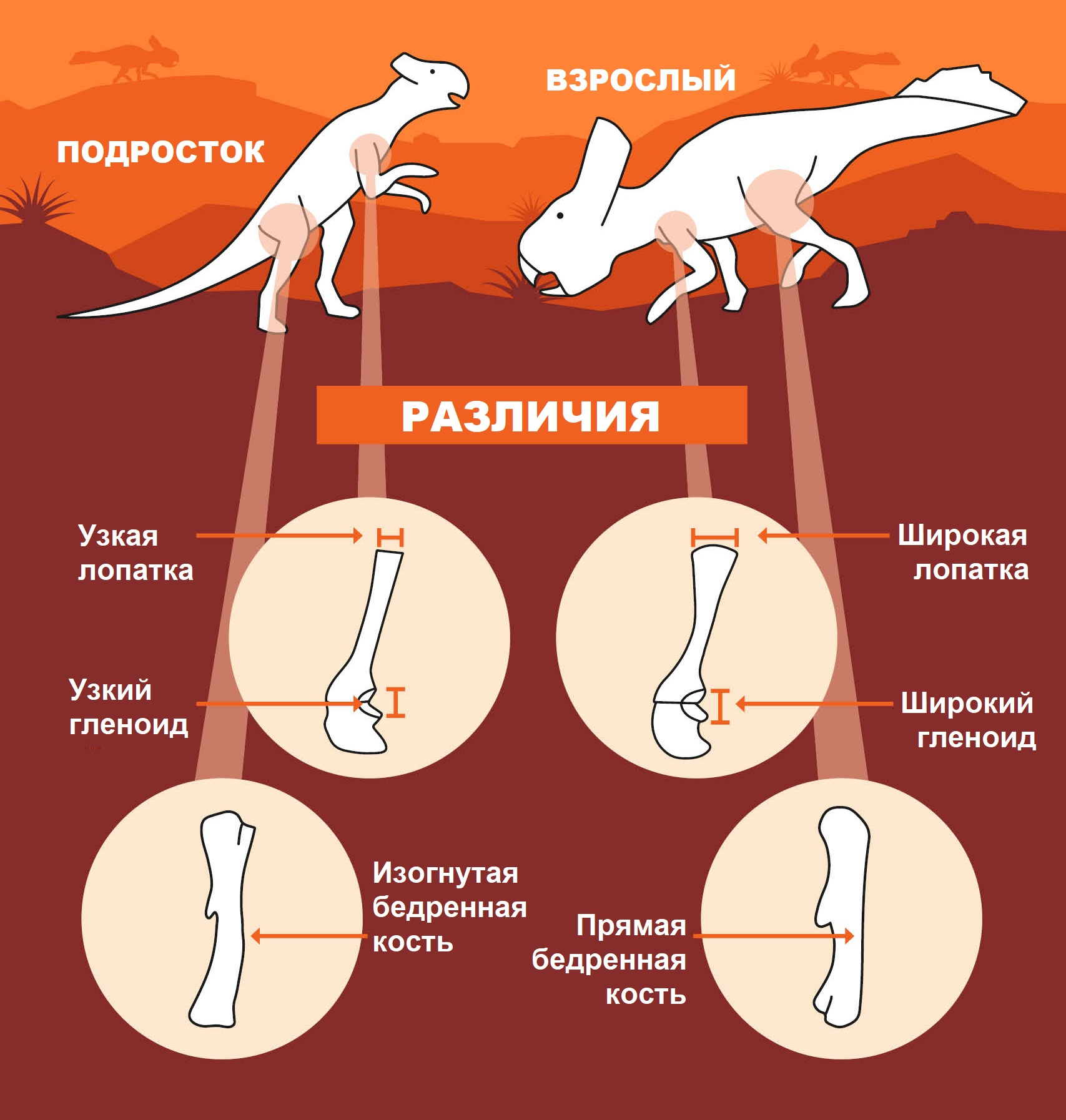
Ключевые различия, связанные с локомоцией, наблюдаемые у детёнышей и взрослых особей протоцератопса

Юстина Словяк и соавторы (2019) изучили морфологию конечностей подростковой особи протоцератопса Эндрюса и сравнили её с морфологией цератопсов, не относящихся к цератопсидам. Исследователи пришли к выводу, что протоцератопс, по всей видимости, был по большей части квадропедальным, хотя его скелет имеет черты, подразумевающие способность стоять на двух конечностях. При этом на протяжении онтогенеза протоцератопса наблюдается переход от признаков, характерных для бипедальных цератопсов (таких как пситтакозавр), к признаками, ассоциированным с квадропедализмом. Словяк и соавторы предположили, что детёныши протоцератопса были факультативно бипедальными, но, вырастая, становились квадропедальными.

### Сравнительная анатомия
Ю Хайлу и Питер Додсон (2004) обратили внимание на конвергентную эволюцию рогов и воротников протоцератопсид и цератопсоид. У протоцератопсид носовой рог расположен ближе к глазнице (каудально относительно наружных ноздрей), тогда как у цератопсоид — между наружными ноздрями (дорсально к ним). Воротник протоцератопсид имеет отверстия, образуется преимущественно теменной костью с частичным вкладом ориентированного назад (каудально) расширения чешуйчатой кости и заканчивается прямым задним (каудальным) краем без костных украшений. У цератопсоид чешуйчатая кость расширяется как назад (каудально), так и одновременно назад и вниз (каудовентрально).
Кроме того, примечательны различия в механизме питания протоцератопсид и цератопсоид. У протоцератопсид ростральная кость на верхней челюсти расширяется вниз (вентрально), где встречается с предзубной костью на нижней челюсти, ориентированной вперёд и к кверху (ростродорсально). Зубы на предчелюстной кости сохранились. Такое строение челюстей могло быть полезным для выборочного питания. У цератопсоид ростральная и предчелюстная кости удлинены по направлению от головы к хвосту (рострокаудально). На ростральной кости развился длинный отросток, направленный кзади и вбок (каудолатерально), который охватывает изогнутый направленный вниз (вентрально) нижний (вентральный) край предчелюстной кости. Предчелюстные зубы утрачены. Вероятно, такое строение объясняется дробящей функцией челюстей, с которой также связаны и другие изменения зубного ряда, такие как лингвально-буккально расширенные щёчные зубы.